# Стінка (Куп'янський район)
Сті́нка —  село в Україні, у Куп'янському районі Харківської області. Входить до складу Куп'янської міської громади. Населення становить 11 осіб.

## Географія
Село Стінка знаходиться на лівому березі річки Сенек, примикає до села Тамарганівка, нижче за течією на відстані в 2 км розташоване село Осиново, на протилежному березі - село Прокопівка. Поруч проходить автомобільна дорога, на відстані 1 км знаходиться станція Прокопівка.

## Історія
- 1937 - дата заснування.
- До 2020 року орган місцевого самоврядування — Осинівська сільська рада.

## Населення

### Мова
Розподіл населення за рідною мовою за даними перепису 2001 року:
| Мова       | Кількість | Відсоток |
| ---------- | --------- | -------- |
| українська | 8         | 72.73%   |
| російська  | 3         | 27.27%   |
| Усього     | 11        | 100%     |